# Rząd Ulfa Kristerssona
Rząd Ulfa Kristerssona – rząd Szwecji powstały 18 października 2022 i tworzony przez centroprawicową koalicję. Zastąpił socjaldemokratyczny gabinet Magdaleny Andersson.
Rząd powstał po wyborach parlamentarnych w 2022. W ich wyniku większość w Riksdagu (176 na 349 mandatów) uzyskały cztery ugrupowania opozycyjne: Szwedzcy Demokraci (SD), Umiarkowana Partia Koalicyjna (M), Chrześcijańscy Demokraci (KD) i Liberałowie (L). 14 października 2022 uzgodniły one utworzenie rządu Ulfa Kristerssona (lidera Umiarkowanej Partii Koalicyjnej), tworzonego przez przedstawicieli M, KD i L. Prawicowa formacja SD zaaprobowała uzgodnienia programowe, deklarując poparcie w parlamencie dla nowego gabinetu.
17 października Riksdag zatwierdził kandydata koalicji na stanowisku premiera (Ulf Kristersson uzyskał 176 głosów „za”). Następnego dnia polityk przedstawił skład rządu, który tym samym rozpoczął funkcjonowanie.

## Skład rządu
| Imię i nazwisko                                  | Zdjęcie        | Stanowisko                                                                  | Partia         | Partia                        | Okres urzędowania    | Okres urzędowania |
| Imię i nazwisko                                  | Zdjęcie        | Stanowisko                                                                  | Partia         | Partia                        | Od                   | Do                |
| Biuro Premiera                                   | Biuro Premiera | Biuro Premiera                                                              | Biuro Premiera | Biuro Premiera                | Biuro Premiera       | Biuro Premiera    |
| ------------------------------------------------ | -------------- | --------------------------------------------------------------------------- | -------------- | ----------------------------- | -------------------- | ----------------- |
| Ulf Kristersson                                  |                | premier                                                                     |                | Umiarkowana Partia Koalicyjna | 18 października 2022 |                   |
| Jessika Roswall                                  |                | minister ds. stosunków europejskich                                         |                | Umiarkowana Partia Koalicyjna | 18 października 2022 | 10 września 2024  |
| Jessica Rosencrantz                              |                | minister ds. stosunków europejskich                                         |                | Umiarkowana Partia Koalicyjna | 10 września 2024     |                   |
| Ministerstwo Sprawiedliwości                     |                |                                                                             |                |                               |                      |                   |
| Gunnar Strömmer                                  |                | minister sprawiedliwości                                                    |                | Umiarkowana Partia Koalicyjna | 18 października 2022 |                   |
| Maria Malmer Stenergard                          |                | minister migracji                                                           |                | Umiarkowana Partia Koalicyjna | 18 października 2022 | 10 września 2024  |
| Johan Forssell                                   |                | minister migracji                                                           |                | Umiarkowana Partia Koalicyjna | 10 września 2024     |                   |
| Ministerstwo Spraw Zagranicznych                 |                |                                                                             |                |                               |                      |                   |
| Tobias Billström                                 |                | minister spraw zagranicznych                                                |                | Umiarkowana Partia Koalicyjna | 18 października 2022 | 10 września 2024  |
| Maria Malmer Stenergard                          |                | minister spraw zagranicznych                                                |                | Umiarkowana Partia Koalicyjna | 10 września 2024     |                   |
| Johan Forssell                                   |                | minister ds. pomocy rozwojowej i handlu zagranicznego                       |                | Umiarkowana Partia Koalicyjna | 18 października 2022 | 10 września 2024  |
| Benjamin Dousa                                   |                | minister ds. pomocy rozwojowej i handlu zagranicznego                       |                | Umiarkowana Partia Koalicyjna | 10 września 2024     |                   |
| Ministerstwo Obrony                              |                |                                                                             |                |                               |                      |                   |
| Pål Jonson                                       |                | minister obrony                                                             |                | Umiarkowana Partia Koalicyjna | 18 października 2022 |                   |
| Carl-Oskar Bohlin                                |                | minister obrony cywilnej                                                    |                | Umiarkowana Partia Koalicyjna | 18 października 2022 |                   |
| Ministerstwo Spraw Społecznych                   |                |                                                                             |                |                               |                      |                   |
| Jakob Forssmed                                   |                | minister spraw społecznych                                                  |                | Chrześcijańscy Demokraci      | 18 października 2022 |                   |
| Acko Ankarberg Johansson                         |                | minister zdrowia                                                            |                | Chrześcijańscy Demokraci      | 18 października 2022 |                   |
| Anna Tenje                                       |                | minister ds. osób starszych i ubezpieczeń społecznych                       |                | Umiarkowana Partia Koalicyjna | 18 października 2022 |                   |
| Camilla Waltersson Grönvall                      |                | minister opieki socjalnej                                                   |                | Umiarkowana Partia Koalicyjna | 18 października 2022 |                   |
| Ministerstwo Finansów                            |                |                                                                             |                |                               |                      |                   |
| Elisabeth Svantesson                             |                | minister finansów                                                           |                | Umiarkowana Partia Koalicyjna | 18 października 2022 |                   |
| Niklas Wykman                                    |                | minister ds. rynków finansowych                                             |                | Umiarkowana Partia Koalicyjna | 18 października 2022 |                   |
| Erik Slottner                                    |                | minister administracji publicznej                                           |                | Chrześcijańscy Demokraci      | 18 października 2022 |                   |
| Ministerstwo Edukacji                            |                |                                                                             |                |                               |                      |                   |
| Mats Persson                                     |                | minister edukacji                                                           |                | Liberałowie                   | 18 października 2022 | 10 września 2024  |
| Johan Pehrson                                    |                | minister edukacji                                                           |                | Liberałowie                   | 10 września 2024     | 28 czerwca 2025   |
| Simona Mohamsson                                 |                | minister edukacji i integracji                                              |                | Liberałowie                   | 28 czerwca 2025      |                   |
| Lotta Edholm                                     |                | minister szkolnictwa                                                        |                | Liberałowie                   | 18 października 2022 | 28 czerwca 2025   |
| Lotta Edholm                                     |                | minister edukacji ponadgimnazjalnej, szkolnictwa wyższego i badań naukowych |                | Liberałowie                   | 28 czerwca 2025      |                   |
| Ministerstwo Klimatu i Przedsiębiorczości        |                |                                                                             |                |                               |                      |                   |
| Ebba Busch                                       |                | minister energii i przedsiębiorczości                                       |                | Chrześcijańscy Demokraci      | 18 października 2022 |                   |
| Romina Pourmokhtari                              |                | minister klimatu i środowiska                                               |                | Liberałowie                   | 18 października 2022 |                   |
| Ministerstwo Obszarów Wiejskich i Infrastruktury |                |                                                                             |                |                               |                      |                   |
| Peter Kullgren                                   |                | minister obszarów wiejskich                                                 |                | Chrześcijańscy Demokraci      | 18 października 2022 |                   |
| Andreas Carlson                                  |                | minister infrastruktury i mieszkalnictwa                                    |                | Chrześcijańscy Demokraci      | 18 października 2022 |                   |
| Ministerstwo Kultury                             |                |                                                                             |                |                               |                      |                   |
| Parisa Liljestrand                               |                | minister kultury                                                            |                | Umiarkowana Partia Koalicyjna | 18 października 2022 |                   |
| Ministerstwo Zatrudnienia                        |                |                                                                             |                |                               |                      |                   |
| Johan Pehrson                                    |                | minister zatrudnienia i integracji                                          |                | Liberałowie                   | 18 października 2022 | 10 września 2024  |
| Mats Persson                                     |                | minister zatrudnienia i integracji                                          |                | Liberałowie                   | 10 września 2024     | 28 czerwca 2025   |
| Johan Britz                                      |                | minister zatrudnienia                                                       |                | Liberałowie                   | 28 czerwca 2025      |                   |
| Paulina Brandberg                                |                | minister do spraw równości płci i życia zawodowego                          |                | Liberałowie                   | 18 października 2022 | 31 marca 2025     |
| Nina Larsson                                     |                | minister do spraw równości płci i życia zawodowego                          |                | Liberałowie                   | 1 kwietnia 2025      | 28 czerwca 2025   |
| Nina Larsson                                     |                | minister do spraw równości płci                                             |                | Liberałowie                   | 28 czerwca 2025      |                   |